# Fútbol Club Jumilla
El Fútbol Club Jumilla fue un club de fútbol de España de la localidad de Jumilla en la Región de Murcia. Fue fundado en 2011. Desapareció por motivos económicos en 2019.

## Historia

### Antecedentes
Al finalizar la temporada 2010-11 el histórico Jumilla Club de Fútbol terminó en la última posición del grupo IV de la Segunda B. Las deudas arrastradas por la entidad plantean la necesidad de una inmediata liquidación, decisión que finalmente adoptaron sus socios el 27 de mayo de 2011.
Desde antes de la liquidación del club blanquiazul, previendo la situación que se iba a alcanzar en breve y que no había solución para ella, un grupo de aficionados, cuyo líder era el expresidente blanquiazul Gumersindo Jiménez Ripoll, empezaron desde cero para conseguir para la ciudad la plaza de un club inscrito en la Federación Murciana que no pueda hacer frente a sus deudas, pero, a su vez, estas resulten cómodas de sufragar y no signifiquen un gran dispendio económico.
Asesorado por la Federación Murciana de la difícil situación financiera en la que se encuentran algunos clubs y analizados algunos de ellos, el objetivo de Jiménez Ripoll se centra en el Moratalla Club de Fútbol, una sociedad con domicilio social en la localidad de Moratalla que durante la temporada 2010/11 compitió en Tercera División y concluyó en el decimoquinto puesto y con un muy reciente paso por Segunda División B, categoría en la que había sumado una importante deuda que era difícil de eliminar, por lo que estaba necesitada de dinero fresco. Jiménez Ripoll, conocedor de que sobre la entidad de Moratalla existían varias ofertas de otros clubs murcianos que ansiaban su plaza, contactó inmediatamente con la Federación Murciana y, tras el pago de una cantidad económica no precisada, se llegó al acuerdo de alquilar la plaza que este club tenía en Tercera División, al no poder hacer frente el titular a los costes rutinarios.

### Primeros años
El 20 de junio de 2011 quedó constituido el Fútbol Club Jumilla bajo la presidencia de Gumersindo Jiménez Ripoll, su principal adalid en esta nueva etapa; aunque tiempo después quedó registrado como Ciudad de Jumilla C.F. en el Registro de Entidades Deportivas de Murcia. Se adaptaron como colores los del recién disuelto Jumilla C.F.: camisa blanquiazul y pantalón azul. Disputaba sus encuentros como local en el Campo de La Hoya.
La crisis desatada en Jumilla, aparte de suponer la desaparición del club más representativo con ochenta y dos años de historia a sus espaldas, conlleva el registro de otros movimientos futbolísticos a nivel local efectuándose en forma paralela la constitución de una nueva sociedad, el Jumilla Club Deportivo, entidad que inicia tras su nacimiento un convenio de filiación durante breve tiempo con la Escuela Municipal de Fútbol Base Jumilla, organismo nacido en 1998.
Deportivamente, la temporada inaugural 11/12 se inicia con el técnico Santi Verdú en el banquillo, realizando un discreto torneo donde se termina noveno bajo el nombre oficial de Moratalla Aut. Jumilla según la Federación Murciana, dado que el alquiler de la plaza se efectúa fuera del plazo establecido dentro de la temporada natural y, además, por cuestiones legales de adquisición de plaza, esta debe mantenerse indicando el nombre del antiguo titular, aunque en todos los medio no oficiales se le cita como F.C. Jumilla.
La llegada de nuevos jugadores fortalece el equipo y en la campaña 12/13, con Francisco José Onrubia en la dirección, es cuarto en Liga a catorce puntos de un intratable La Hoya Lorca C.F. Este puesto le permite promocionar para tratar de ascender a Segunda División B, eliminando en Cuartos al Andorra C.F.: 1-1 en casa y de nuevo empate 1-1 en la localidad turolense resolviéndose todo desde el lanzamiento de penaltis con 2-3 para los murcianos; y cayendo en semifinales ante el El Palo F.C.: 1-2 en casa y derrota por 5-1 en la capital malagueña.

### Ascenso a Segunda B
En la edición 13/14 Emilio López Belmonte toma las riendas deportivas pero no se consigue el objetivo de promocionar, alcanzándose la sexta plaza en una temporada donde se establece un convenio de filiación con la E.M. Fútbol Base Jumilla. La no clasificación entre los cuatro primeros puestos provoca cambios: Blas Ruipérez sustituye a Gumersindo Jiménez en la presidencia, mientras que Aquilino Lencina se hace con la parcela técnica para la sesión 14/15 consiguiendo el primer puesto en el Grupo XIII de Tercera División murciano con tres puntos de ventaja sobre el segundo clasificado, Real Murcia Imperial. En la Promoción de Ascenso se enfrentan en la Eliminatoria de Campeones al F.C Ascó, campeón catalán, logrando el ascenso a Segunda División B tras empatar 2-2 en la localidad tarraconense e imponerse los blanquiazules en casa por 3-2 con gol de Paolo Etamané en el minuto 92 del encuentro.
En el mes de julio de 2015 se hace cargo del club la empresa británica Football & Manegement Ltd., dedicada a la compra de fichas de jugadores mayoritariamente latinoamericanos y europeos en progresión para posteriormente, si triunfan, revenderlos. Pero posteriormente estos propietarios desaparecen y con ellos se llevaron dinero de las arcas del club. En enero de 2016 llega un nuevo grupo inversor, esta vez italiano con Nobile Cappuani al frente de la dirección del equipo. Estos inversores empiezan con buen pie, pero la primera semana de marzo destituyen a Joaquín José Moreno "Josico" de empleo y sueldo por negarse a entrenar fuera de su horario laboral.La directiva Italiana no realiza ningunos de los pagos, poco después les sustituyó en la presidencia Paco Serrano, que mediante estatutos se eligiría al nuevo presidente mediante elecciones al final de la campaña 2015/2016. A finales de mayo de la temporada se convierte en presidente Rubén Iglesias.

### Desaparición
En la temporada 2018-19 en Segunda B, el equipo protagoniza una segunda vuelta pésima con doce derrotas que le condenan a disputar la promoción de permanencia contra el Real Unión de Irún. El partido de ida, en el Estadio Uva Monastrell acabó con empate a dos, mientras que en la vuelta los guipuzcoanos se impusieron por 2-0 enviando al Jumilla a Tercera División. Tres meses más tarde, el 24 de agosto de 2019, el presidente anunció que no pagaría la deuda de 400 000 euros que el club tenía con la Seguridad Social, hecho que impedía inscribir al club en ninguna competición y provocaba su desaparición.

## Uniforme
- Uniforme titular: Camiseta blanquiazul con mangas azules, pantalón azul y medias blancas.
- Uniforme visitante: Camiseta morada, pantalón blanco y medias moradas

## Estadio
El Estadio Uva Monastrell es el campo de fútbol de la ciudad de Jumilla. Cuenta con unas 600 localidades. Hasta el año 2018 tuvo el nombre de Estadio Municipal de La Hoya.

## Entrenadores

### Cronología de los entrenadores
| - Paco Onrubia 2011-2013 - Emilio López 2013 - Aquilino Lencina 2014-2015 - Jordi Fabregat 2015 - Josico Moreno 2015-2016 - Walter Chiaraluce 2016 - Pichi Lucas 2016-2017 - Ángel Cuéllar 2017 - Pato 2017-2018 - Guillermo Fernández Romo 2018 - Leonel Pontes 2018-2019 - Alberto Castillo Díaz 2019- |

## Datos del club
- Temporadas en Primera División: 0
- Temporadas en Segunda División: 0
- Temporadas en Segunda División B: 4
  - Mejor puesto: 10º (2016-17)
  - Peor puesto: 16º (2018-19)
- Temporadas en Tercera División: 4
  - Mejor puesto: 1º (2014-15)
  - Peor puesto: 8º (2011-12)

## Palmarés
- Copas del Vino (4)
- Tercera División de España (1): 2014/15.